# Hanns Ulrich Seitz
Hanns Ulrich Seitz (* 6. Juni 1939 in Stuttgart; † 17. August 2011) war ein deutscher Pflanzenphysiologe.

## Leben
Er studierte in Tübingen und Innsbruck (1967 mit dem Staatsexamen und einer Zulassungsarbeit bei Erwin Bünning). Von 1967 bis 1970 schrieb er an seiner Dissertation bei Gerhard Richter am Botanischen Institut der Universität Tübingen. Nach der Promotion 1970 wurde er wissenschaftlicher Assistent am Institut für Botanik und Pflanzenphysiologie der Universität Tübingen. In Tübingen habilitierte er sich 1975. 1979 wurde er außerplanmäßiger Professor, 1980 zum Universitätsprofessor ernannt.

## Schriften (Auswahl)
- Charakterisierung schnellmarkierter, hochmolekularer RNS bei sterilen Zellkulturen von Petroselinum sativum. 1970.
- mit Ursula Seitz und August Wilhelm Alfermann: Pflanzliche Gewebekultur. Ein Praktikum. Stuttgart 1985, ISBN 3-437-30464-X.
- Sahara. Leben unter extremen Bedingungen. München 2012, ISBN 978-3-89937-133-8.